# Сарпедон (старший)
Сарпедон (др.-греч. Σαρπηδών) — персонаж древнегреческой мифологии. Сын Зевса и Европы. Вынужден был бежать с Крита из-за соперничества в любви к Милету с Миносом. По другой версии, влюбился в Атимния, и война началась из-за него. Сарпедон заключил союз с Киликом, который воевал с ликийцами. Таким образом, Сарпедон поселился в Ликии. По другим, отправился с войском в Азию и овладел землями вокруг Ликии. По Геродоту, изгнан с Крита Миносом и прибыл в Милиаду. Либо происходил из Милета на Крите, был основателем колонии Милет. Вместе с Сарпедоном с Крита пришли термилы.
По одной версии, Зевс дал ему пережить три поколения людей, и именно он был убит Патроклом во время Троянской войны. По другим, отец Эвандра, дед младшего Сарпедона.
Его смерть и его оплакивание Европой описаны в трагедии Эсхила «Карийцы, или Европа» (фр.99-100 Радт).